# 第64回朝日新聞社杯競輪祭
第64回朝日新聞社杯競輪祭は、2022年11月22日から27日まで、小倉競輪場で行われた競輪のGI競走である。優勝賞金4,147万円（副賞含み）。

## KEIRINグランプリ2022への道のり
当大会は、当年12月30日に平塚競輪場で行われる、KEIRINグランプリ2022の出場権をかけた最後の一戦となる。当大会開幕直前までに、同レースへの優先出場権を得た選手は以下の3名（賞金順位は前検日時点）。今回は2次予選で敗退した古性と脇本がそれぞれ2大会ずつ優勝したため、当大会では例年に比べて賞金獲得額によるグランプリ出場のチャンスが高まった。
| 古性優作 | 第37回読売新聞社杯全日本選抜競輪・第71回高松宮記念杯競輪 優勝 | （賞金3位） |
| 脇本雄太 | 第76回日本選手権競輪・第65回オールスター競輪 優勝             | （賞金1位） |
| 新田祐大 | 第31回寬仁親王牌・世界選手権記念トーナメント 優勝             | （賞金8位） |

出場したS班8名のうち、決勝戦に進出したのは守澤太志（賞金5位）、郡司浩平（賞金6位）、平原康多（賞金7位）の3名。GI優勝の古性優作と佐藤慎太郎（賞金4位）は二次予選（古性はA、佐藤はB）敗退、清水裕友（賞金9位）は準決勝敗退、松浦悠士（賞金2位）と吉田拓矢（賞金12位）は準決勝落車棄権となった。
決勝戦進出の9名が確定したことで、本年のGI覇者である古性優作、脇本雄太、新田祐大の3名に加え、獲得賞金額上位の松浦悠士、佐藤慎太郎、守澤太志、郡司浩平、平原康多の5名がグランプリ当確となり、グランプリ出場枠のうち8枠が埋まった。
残り1枠については、成田和也（賞金11位）、荒井崇博（賞金14位）、坂井洋（賞金25位）、新山響平（賞金35位）、小原太樹（賞金49位）のいずれかが優勝すれば、当人がグランプリ出場権を獲得。それ以外の4名が優勝すれば賞金額上位からもう1名選出となるが、その場合賞金9位である清水裕友が最有力となっている。但し、賞金11位である成田にもチャンスがあり、成田が決勝戦に進出したため、清水が出場権を獲得するには、既に権利を獲得している守澤、郡司、新田のいずれかが優勝かつ成田が3着以下となった場合に限られる。一方、成田が出場権を獲得するには、自身の優勝以外では同様に既に権利を獲得している守澤、郡司、新田、平原のいずれかが優勝かつ自身が2着となることが条件となる。
それを受けて行われた決勝戦は、新田の逃げに乗った新山が2角で番手捲りを放って優勝し、自身初のGIタイトルを獲得。これにより、KEIRINグランプリ2022出場選手と2023年のS班選手が決定した。
この結果、2022年のS班のうち、競輪祭決勝戦の結果待ちであった清水と、ここまで賞金ランキング10位以下かつGIノンタイトルであった、前回覇者の吉田拓矢と今大会を病気欠場した宿口陽一の3名が、S班からの降格が決定した。

## レースプログラム
6日間で各5走。
1次予選では各2走して、着順に応じたポイント（数値設定は前回大会同様）の合計上位選手が、4日目の2次予選に進出した（1-9位はダイヤモンドレースへ）。
| [ 10 ] | 1着 | 2着 | 3着 | 4着 | 5着 | 6着 | 7着 | 8着 | 9着 | 棄権 |
| ------ | --- | --- | --- | --- | --- | --- | --- | --- | --- | ---- |
| 1走    | 10  | 9   | 8   | 7   | 6   | 5   | 4   | 3   | 2   | 1    |
| 2走    | 13  | 11  | 9   | 7   | 6   | 5   | 4   | 3   | 2   | 1    |

結果的に進出ボーダーラインは、2次予選Aが15ポイント、2次予選Bが11ポイント（12名中のうち3名）となった。
大会前半3日間の9-12Rには、グループA「トパーズ」とグループB「アメジスト」の2グループに分かれたガールズケイリン（ガールズグランプリ2022トライアルレース）が組み込まれており、トライアルレース終了後にガールズグランプリ2022の出場者7名が決定した。
|     | 22（火）    | 23（水祝）  | 24（木）   | 25（金）  | 26（土） | 27（日） |
| --- | ----------- | ----------- | ---------- | --------- | -------- | -------- |
| 1R  | 1次予選 1   | 1次予選 1   | 1次予選 2  | 選抜      | 一般     | 一般     |
| 2R  | 1次予選 1   | 1次予選 1   | 1次予選 2  | 選抜      | 一般     | 一般     |
| 3R  | 1次予選 1   | 1次予選 1   | 1次予選 2  | 選抜      | 一般     | 一般     |
| 4R  | 1次予選 1   | 1次予選 1   | 1次予選 2  | 選抜      | 選抜     | 選抜     |
| 5R  | 1次予選 1   | 1次予選 2   | 1次予選 2  | 選抜      | 選抜     | 選抜     |
| 6R  | 1次予選 1   | 1次予選 2   | 1次予選 2  | 2次予選 B | 選抜     | 選抜     |
| 7R  | 1次予選 1   | 1次予選 2   | 1次予選 2  | 2次予選 B | 特選     | 特選     |
| 8R  | 1次予選 1   | 1次予選 2   | 1次予選 2  | 2次予選 B | 特選     | 特選     |
| 9R  | L予選1（B） | L予選2（B） | L選抜      | 2次予選 A | 特選     | 特選     |
| 10R | L予選1（B） | L予選2（B） | L選抜      | 2次予選 A | 準決勝   | 特秀     |
| 11R | L予選1（A） | L予選2（A） | L決勝（B） | 2次予選 A | 準決勝   | 特秀     |
| 12R | L予選1（A） | L予選2（A） | L決勝（A） | DMR       | 準決勝   | 0決勝0   |

## 決勝戦

### 競走成績
- 11月27日（日）第12レース[13][14][15][16]
- 誘導員…城戸崎隆史（福岡）[17]

| 着  | 番 | 選手名   | 齢 | 府県   | 期別 | 班 | 着差   | 上り | 決ま り手 | S/J H/B | 個人 状況                         |
| --- | -- | -------- | -- | ------ | ---- | -- | ------ | ---- | --------- | ------- | --------------------------------- |
| 1   | 4  | 新山響平 | 29 | 青 森  | 107  | 1  |        | 11.0 | 捲り      | B       | 重注 外帯線内進入                 |
| 2   | 2  | 郡司浩平 | 32 | 神奈川 | 99   | S  | 2身    | 11.0 | 捲り      |         | 重注 斜行                         |
| 3   | 6  | 小原太樹 | 34 | 神奈川 | 95   | 1  | 2身    | 11.1 |           |         |                                   |
| 3.5 |    |          |    |        |      |    |        |      |           |         |                                   |
| 4   | 5  | 荒井崇博 | 44 | 佐 賀  | 82   | 1  | 1身1/2 | 11.2 |           |         |                                   |
| 5   | 9  | 守澤太志 | 37 | 秋 田  | 96   | S  | 1身1/2 | 11.5 |           |         | 重注 外帯線内進入 / 走注 押上げ×2 |
| 6   | 1  | 平原康多 | 40 | 埼 玉  | 87   | S  | 2身    | 11.4 |           | S       | 走注 押上げ                       |
| 7   | 7  | 成田和也 | 43 | 福 島  | 88   | 1  | 3/4身  | 11.5 |           |         | 走注 押圧                         |
| 8   | 8  | 坂井洋   | 28 | 栃 木  | 115  | 1  | 4身    | 11.8 |           | J       |                                   |
| 9   | 3  | 新田祐大 | 36 | 福 島  | 90   | 1  | 6身    | 12.6 |           | H       | 走注 斜行                         |

### 配当金額
- 上段：複式、下段：単式

| 2枠連    | 2枠連       |             | 2車連       | 2車連        | 3連勝         | 3連勝           | ワイド                             | ワイド |
| 57,321票 | 57,321票    | 173,837票   | 173,837票   | 893,292票    | 893,292票     | 86,418票        | 86,418票                           |        |
|          |             |             |             |              |               |                 |                                    |        |
| 2=4      | 780円 (3)   | 2=4         | 1,010円 (5) | 2=4=6        | 2,720円0 (8)  | 2=4 4=6 2=6     | 370円0 (3) 1,100円 (15) 470円0 (5) |        |
| 4-2      | 1,710円 (7) | 4-2         | 1,900円 (7) | 4-2-6        | 14,260円 (46) | 2=4 4=6 2=6     | 370円0 (3) 1,100円 (15) 470円0 (5) |        |
|          |             |             |             |              |               |                 |                                    |        |
| 89,016票 | 89,016票    | 1,169,442票 | 1,169,442票 | 10,804,498票 | 10,804,498票  | 計 13,273,824票 | 計 13,273,824票                    |        |

### レース概要
関東勢の前受けから新田が2コーナーでダッシュを仕掛け、打鐘3コーナーで坂井と踏み合うも新田が前に出切り、番手の新山と坂井が絡むが新山がまくって発進しそのまま逃げ切りGI初優勝。守澤ら東北勢は取り残され、代わって郡司が新山を追うが2着まで。

## 特記事項
- 前年同様、競輪祭期間中の昼間には「KEIRINフェスティバル」（FI）を実施した。前半3日間（11月22日〜24日）は取手競輪場と福井競輪場で、後半3日間（25日〜27日）は小田原競輪場と和歌山競輪場で、それぞれ開催された。

- 今開催はCOVID-19の影響で、小倉本場の滞留人数を最大5,000人[注 1]と制限した上での開催となった。

- 初日の開会式での選手宣誓は、地元・福岡支部所属の園田匠と児玉碧衣が行った[19]。

- シリーズ全体での目標額は130億円[20]であったが、最終的に122億7417万9200円に留まり、目標額には届かなかった。但し、対前回大会比では101.2%となり、売上額は上昇している[21]。なお、各日ごとの7賭け式の売上額は、初日15億8844万8400円[22]、2日目17億4603万7900円[23]、3日目15億7879万6000円[24]、4日目19億4899万7100円[25]、5日目22億6640万9000円[26]、最終日31億1687万1900円[27]。
  - 2億7145万0100円 - 本場
  - 39億0787万7300円 - 場外
  - 80億9485万3800円 - 電話・インターネット投票
  - 122億7417万9200円 - 計

### 放送関係
- 決勝戦の地上波中継は、テレビ東京《TXN系列・BSテレ東 全7局ネット》が20：00 - 20：55[注 2]に、『デカ盛りドリームマッチin北九州 第64回朝日新聞社杯競輪祭（GI）決勝戦』として放送[28][29]。今回は、前年同様に同局で金曜夜に放送されている番組『デカ盛りハンター』とコラボレーションしての放送となった。司会は池谷実悠アナウンサーが担当。中継の解説は中野浩一、実況は板垣龍佑アナウンサー、リポーターは冨田有紀アナウンサーが担当。なお、ゲストは児玉碧衣（ガールズケイリン選手）とスザンヌ。また、テレビ東京《TXN系列 全6局ネット》では11月27日の24:30 - 24:35[注 3]の枠でダイジェスト番組として「第64回朝日新聞社杯競輪祭（ＧⅠ）決勝プレイバック」で改めて決勝戦を録画中継した[30]。

- 決勝戦中継とは別に、テレビ東京《TXN系列 全6局ネット》にて大会最終日（11月27日）の16:00 - 17:15に事前特番を放送した[31]。なお、番組表上は16:00 - 16:30を「ワタシを虜にさせた店」として[32]、16:30 - 17:15を「チャリ飯旅in北九州」として[33]それぞれ放送した。

### 競走データ
- S班は全9選手が出場予定であったが、11月20日に宿口陽一の病気欠場が発表され、結果的に8選手が出場する事になった。

- 今回、GI決勝戦初進出は、坂井洋。ほか、小原太樹が2019年の第70回高松宮記念杯競輪以来3年ぶりのGI決勝戦進出となったほか、荒井崇博は準決勝1着で勝ち上がったのが2007年の第16回寬仁親王牌・世界選手権記念トーナメント以来15年ぶりであった。

- 4日目のダイヤモンドレースで森田優弥が失格したため[34]、代わりに2予Aの5着から成田和也が準決勝に進出した[35]。